# Edward Konietzny
Edward Emil Konietzny (ur. 18 stycznia 1904, zm. 2 lipca 1981 w Murrhardt) – polski piłkarz, napastnik.
W reprezentacji Polski wystąpił tylko raz, w rozegranym 19 czerwca 1927 spotkaniu z Rumunią, które Polska zremisowała 3:3. Był wówczas piłkarzem Pogoni Katowice.